# ویکتور ایلین
ویکتور ایلین (انگلیسی: Viktor Ilyin؛ زادهٔ ۱۹۳۲ (۹۲–۹۳ سال)) دوچرخه‌سوار اهل اتحاد جماهیر سوسیالیستی شوروی است.